# Къща на улица „Филипос“ № 69
Къщата на улица „Филипос“ № 69 (на гръцки: Κτίριο στη Φιλίππου 69) е историческа постройка в град Солун, Гърция.

## Местоположение
Сградата е разположена на улица „Филипос“ № 69, на кръстовището с „Христопулос“.

## История
Построена е в 1896 - 1906 година за българина Петров. Първоначално е част от четири еднакви сгради. След Междусъюзническата война в 1913 година семейство Петров емигрира в София. През април 1917 година гръцката държава изземва имотите под предлог, че са изоставени. Те са дадени под наем на гърци бежанци от България и Османската империя. В 1922 година собствениците на имотите от България заявяват собствеността си чрез Гръцко-българската имиграционна комисия. В 1928 година обаче имотите стават собственост на гръцката държава. През 1968 година хунтата ги дава на гръцката църква, която пък ги дава под наем на частни лица, които ги използват за складове за строителни материали. През 50-те години са разрушени останалите сгради за построяването на кооперация. И по време на окупацията през Втората световна война и по време на хунтата сградата е използвана за център за задържане.

## Архитектура
В архитектурно отношение е едноетажна с еклектични декоративни ориентири - фалшиви колони, косници, декоративни рамки на прозорци, украсени парапети. Сградата не се поддържа и интензивното й използване я натоварва морфологично и функционално. Вътре килиите и центровете за задържане са запазени.